# 2-3-5

Desenho do 2-3-5 clássico. Seu formato lembra uma pirâmide, daí o seu apelido.

2-3-5 é um esquema tático do futebol, formado por dois defensores, três meio-campistas e cinco atacantes.
Este esquema foi adotado nos primórdios do futebol, e perdurou ate 1925, quando foi criada a regra do impedimento. Na época, os dirigentes da FA constataram que o Campeonato Inglês estava chato. Marcava-se poucos gols, mesmo com cinco atacantes dispostos no "default" 2-3-5. A solução encontrada foi reduzir para dois, e não mais três, o número de adversários necessários para legalizar a condição de qualquer jogador. 

## Formação ClássicaouPirâmide
O 2-3-5 clássico, mais conhecido por Pirâmide, surgiu no Século XIX, na Universidade de Cambridge, para acabar com a desorganização dos jogadores em campo, que corriam para todos os lados nos primórdios do esporte bretão.
Segundo Carlos Alberto Parreira "foi a primeira forma de noção tática registrada por um time, o início da inteligência no futebol."

## 2-3-5 Danubian School
O esquema 2-3-5 Danubian School é uma modificação da formação 2-3-5 clássica, em que o meio-campista ao centro fica mais recuado. Este sistema foi utilizado pelos austríacos, checos e húngaros em 1920, e teve seu auge com os austríacos em 1930. Esta escola foi fortemente influenciada por Hugo Meisl e Jimmy Hogan.

## Atualmente
Depois de mais de um século em desuso, este esquema passou a ser adotado novamente na década de 2010 por alguns técnicos, a saber:
- Pep Guardiola - Em 2011, o Barcelona, do técnico Pep Guardiola, utilizou esse esquema para enfrentar o Arsenal, na Champions League, quando o adversário ficou com 10 jogadores em campo.[3] Ele voltou a utilizar esse esquema novamente quando treinou o Bayern de Munique.[4]

- Jorge SampaoliEm 2017, o técnico Jorge Sampaoli passou a adotar esse esquema quando sua equipe enfrenta adversários tecnicamente bem inferiores. Foi com esse esquema, por exemplo, que sua Argentina venceu Cingapura por 6x0, num amistoso disputado em junho daquele ano.[5]